# Federalist No. 28
Federalist No. 28 es un ensayo atribuido a Alexander Hamilton, el vigésimo octavo de The Federalist Papers. Fue publicado en The Independent Journal el 26 de diciembre de 1787 bajo el seudónimo Publius, el nombre bajo el cual se publicaron todos los documentos de The Federalist . Este es el último de tres ensayos que discuten la amenaza al bien común que deriva de la excesiva restricción de la autoridad legislativa. Se titula " El mismo tema continuado: la idea de restringir la autoridad legislativa con respecto a la defensa común considerada ". 
Hamilton argumenta que la rebelión es siempre una posibilidad con cualquier gobierno. En una unión, si la rebelión es pequeña, el gobierno estatal puede ocuparse de ella, pero si la insurrección involucra a un estado entero, entonces el gobierno nacional responderá. 
Si un gobierno estatal traiciona a la gente y usurpa el poder, los gobiernos locales no tendrán el poder o la capacidad para responder. Sin embargo, cuanto más comprenda la gente sus derechos y quiera defender esos derechos, más difícil será para los gobiernos estatales usurpar el poder y traicionar a la gente. 